# Boufféré
Boufféré es una comuna delegada de la comuna francesa de Montaigu-Vendée, situada en el departamento de Vendée, en la región de Países del Loira. Tiene una población estimada, a inicios de 2021, de 3468 habitantes.
Fue una comuna independiente hasta el 1 de enero de 2019, en que fue disuelta y pasó a formar parte de la comuna nueva de Montaigu-Vendée.

## Demografía
| 872 | 895 | 1103 | 1237 | 1423 | 1766 | 3468 |
| Para los censos de 1962 a 1999 la población legal corresponde a la población sin duplicidades (Fuente: INSEE [Consultar]) |     |      |      |      |      |      |